# Болгарські грамоти Валахії та Молдавії
Болгарські грамоти Валахії та Молдавії (також валахо-болгарські та валахо-молдавські грамоти) — історичні писемні пам'ятки середньовічної історії Валахії та Молдавії. Культурний і соціальний артефакт середньоболгарської мови, що належить до середньовічної історії земель сучасних Румунії та Молдови. Створені переважно волоськими та молдавськими воєводами (господарями) XIV—XVII століть.
До часів правління Матея Басараба літературний стандарт та узуси в румунських князівствах були середньоболгарськими. Болгарські грамоти румунських князівств є одними з найважливіших джерел для дослідження історії болгарської мови в період правління останніх болгарських царів, від падіння Другого болгарського царства до початку епохи Відродження. Вони також є цінними історичними джерелами для вивчення болгарських діалектів у Румунії.
Болгарські грамоти Валахії та Молдавії були об'єктом дослідження науковців вже у XIX столітті. Їх досліджував український історик Юрій Венелін, болгарський лінгвіст Любомир Милетич. Більшість артефактів зберігаються в архівах Румунської академії наук, Національній бібліотеці Румунії та інших румунських установах.
За формою це короткі офіційні документи на різноманітну тематику: про пожертви, адміністративні, політичні, підтверджувальні, судові питання, купівлю-продаж власності тощо. Вони були написані розмовною болгарською мовою, яка суттєво відрізняється від середньовічної церковної болгарської мови, яка використовувалася в богослужбовій літературі.
На 2010 рік виявлено 312 грамот. Найдавніший збережений документ датується часами правління господаря Волощини Владислава I Влайку (1364—1377), проте точніше датувати його не можна. Найдавніша точно датована грамота належить до 1379 року. Останні екземпляри були створені у XVII столітті і належать до часів правління Константіна Бринковяну.